# Andrija Mutafelija
Andrija Mutafelija (Slavonski Brod, 1883. – Zagreb, 1970.) je bio nogometaš i hrvatski nogometni djelatnik. 
Rođen je u Slavonskom Brodu 1883. godine. Kao član "PNIŠK-a" jedan je od prvih nogometaša u Zagrebu. Nogomet je igrao od 1903. do 1906. Suosnivač je "Građanskog" i njegov prvi predsjednik u razdoblju 1911. – 14. Naročito je zaslužan što se Građanski odmah poslije Prvog svjetskog rata uspješno uključio u kvalitetni nogomet. Po zanimanju je bio trgovac šeširima. Umro je u Zagrebu 1970.